# ریموس لوپین
ریموس لوپین (به انگلیسی: Remus Lupin) یک شخصیت خیالی از مجموعه داستان‌های هری پاتر نوشته جی. کی. رولینگ است. او ابتدا در هری پاتر و زندانی آزکابان به عنوان استاد جدید دفاع در برابر جادوی سیاه ظاهر شد. ریموس لوپین از دوستان قدیمی پدر و مادر هری و همچنین سیریوس بلک بود. او پس از اخراج‌شدنش به دلیل افشا شدن هویتش به‌عنوان گرگینه، در داستان باقی می‌ماند و به عنوان دوست و متحد شخصیت اصلی داستان، هری پاتر حضور دارد. در اقتباس‌های سینمایی هری پاتر دیوید تیولیس در بزرگسالی و جیمز یوتچین نوجوانی این نقش را بازی کرده‌اند.